# Imamiya-dōri
Pour les articles homonymes, voir Imamiya.
L'Imamiya-dōri (今宮通, Imamiya-dōri) est une importante voie du nord de Kyoto, dans l'arrondissement de Kita. Orientée est-ouest, elle débute au Kamo-kaidō et termine au carrefour de Senbon-dōri (en) et Kitayama-dōri. Elle tire son nom du sanctuaire shinto Imamiya-jinja, qui y est située.
Avec l'Imamiyaminami-dōri (今宮南通, Imamiyaminami-dōri) au sud et l'Imamiyakitanaka-dōri (今宮北中通, Imamiyakitanaka-dōri) et l'Imamiyakita-dōri (今宮北通, Imamiyakita-dōri) au nord, elle forme le groupe de rues Imamiya (今宮通, Imamiya-dōri).

## Description

### Situation
L'Imamiya-dōri est une rue situé au centre de l'arrondissement de Kita,. Elle commence dans le quartier de Koyamakamiuchikawara-chō (小山上内河原町) et termine dans celui de Takagaminekinohata-chō (鷹峰木ノ畑町),. La rue commence au Kamo-kaidō (加茂街道), sur la berge est du fleuve Kamo, puis continue en passant par le sanctuaire Imamiya-jinja et le Daitoku-ji pour finir à l'ouest au Senbon-dōri (en) (千本通), formant un carrefour à trois voies (en) avec Kitayama-dōri (北山通), dans l'ancien village de Takagamine (ja) (鷹峯),,. La rue dévie vers le sud après Daitokuji-dōri (大徳寺通). Elle suit l'Imamiyaminami-dōri (今宮南通) au sud et précède l'Imamiyakitanaka-dōri (今宮北中通) et l'Imamiyakita-dōri (今宮北通) au nord. Elle est située entre les importantes voies Kitaōji-dōri au sud et Kitayama-dōri au nord.
La circulation se fait dans les deux sens, car on y trouve deux voies dans toute sa longueur. Les carrefours importants avec feux de circulation sont à Karasuma-dōri, Shinmachi-dōri et Horikawa-dōri entre autres, et on trouve des plaques de rues mentionnant son nom au carrefour Horikawa-Imamiya. La rue fait environ 2 000 mètres de long,.

### Voies rencontrées
Liste des voies rencontrées,,. Les voies rencontrées de la droite sont mentionnées par (d), tandis que celles rencontrées de la gauche, par (g). Seules les rues portant un nom sont listées.
1. Kamo-kaidō (加茂街道)[1],[4]
2. (g) Karasuma-dōri (ja) (烏丸通)[2]
3. Higashikamifusa-dōri (東上総通)[3]
4. Kamifusa-dōri (上総通)[3]
5. Muromachi-dōri (ja) (室町通)
6. Koromonotana-dōri (衣棚通)
7. Shinmachi-dōri (ja) (新町通)[2]
8. Aburanokōji-dōri (ja) (油小路通)
9. Horikawa-dōri (en) (堀川通)[2]
10. Inokuma-dōri (ja) (猪熊通)
11. Ōmiya-dōri (en) (大宮通)
12. Daitokuji-dōri (大徳寺通)[1]
13. Ushiwaka-dōri (牛若通)
14. (d) Ueno-dōri (上野通)
15. Funaokahigashi-dōri (船岡東通)[3]
16. (d) Uenonishi-dōri (上野西通)
17. (g) Imamiyamonzen-dōri (今宮門前通)[3]
18. (d) Kitayama-dōri (北山通)[2]
19. Senbon-dōri (en) (千本通)[1],[4]

### Transports en commun

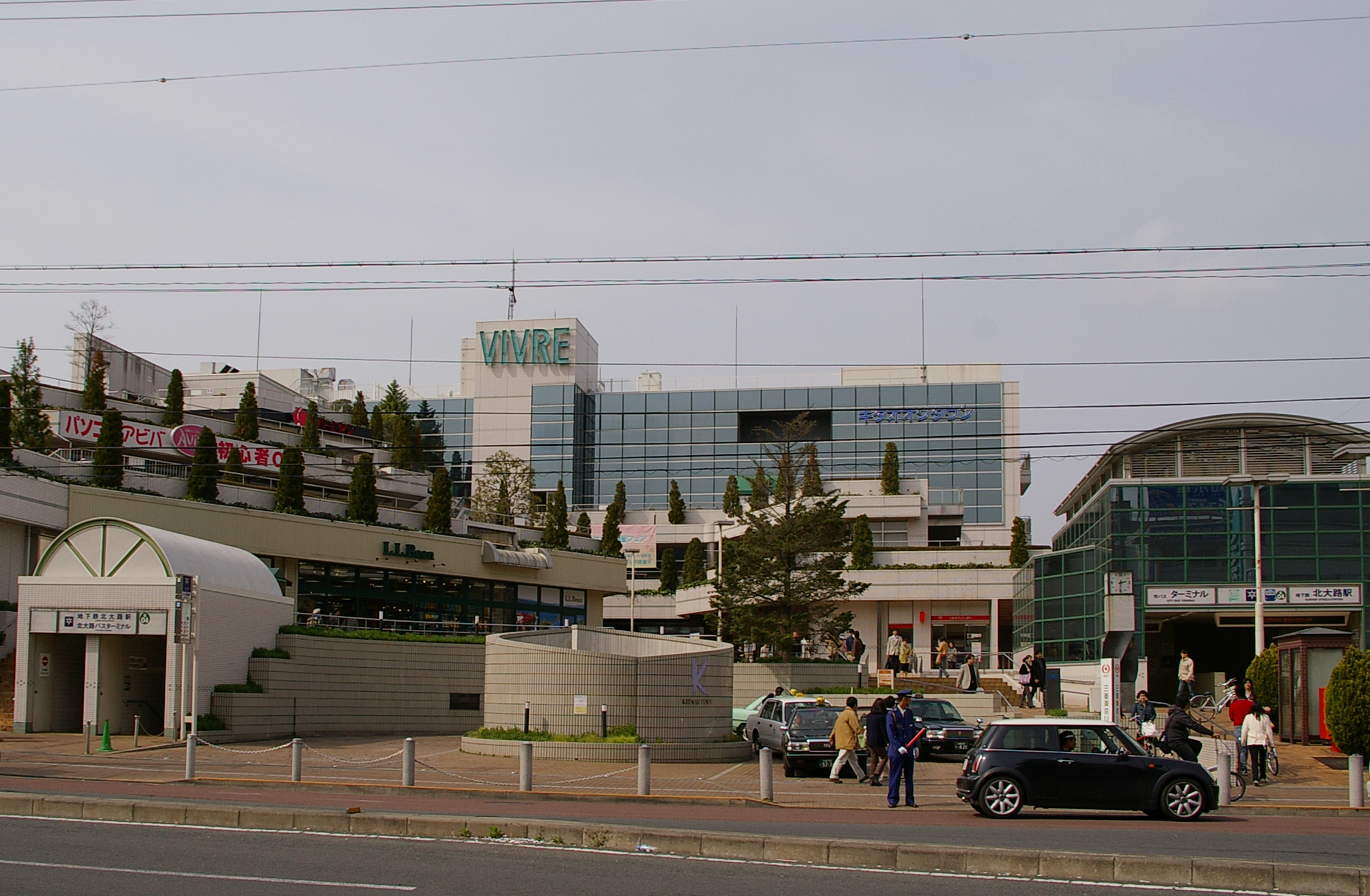
Le terminal de la station Kitaōji, vu de la façade est.

Les bus du réseau d'autobus de Kyoto (ja) passent par sur la rue seulement à l'est de Funaokahigashi-dōri,. Les arrêts sont Imamiya-Jinja-mae (今宮神社前, ligne 46), devant le sanctuaire, et Université Bukkyō-mae (佛教大学前, lignes 1, 6, 46, Nord1, Nord8), au triple carrefour Senbon-Imamiya-Kitayama, devant l'Université Bukkyō.
D'autres arrêts proches à l'est sont la Gare d'autobus de Kitaōji (北大路バスターミナル《地下鉄北大路駅》, lignes 1, 37, 204, 205, 206, M1, Nord1, Nord3, Nord8, Spécial 37), dans le même complexe que la station de métro, et Higashitakanawa-chō (東高縄町, lignes 9, 37, 67, Nord1, Spécial 37), au carrefour de Horikawa et Imamiyakita.
L'arrêt du métro de Kyoto le plus proche est Kitaōji (北大路), sur la ligne Karasuma, directement du côté sud de la rue, entre Higashikamifusa et Kamifusa.

## Odonymie
La rue porte le nom du sanctuaire Imamiya (今宮神社) qu'elle passe. Cela vient du fait qu'on trouvait autrefois la porte du sanctuaire sur la rue, dans le quartier Murasakino'imamiya-chō (紫野今宮町). Le nom « Imamiya » signifie « nouveau (今) palais (宮) » et vient du fait que le sanctuaire avait été déplacé à son nouvel emplacement en 1001 à la suite d'une épidémie de peste.
Dû au fait que sa largeur originale était de 6 ken, soit 10,8 mètres, la rue avait aussi été surnommée Rokken-dōri (六間通, Rokken-dōri),.

## Histoire
Originellement, la rue était courte et se rendait du Daitokuji-dōri jusqu'au sanctuaire Imamiya, au nord-est du complexe du Daitoku-ji. On peut voir la rue au nord-est du Daitoku-ji sur une carte municipale de 1909. Des plans sont dessinés pour prolonger la rue dès 1912. La région était alors encore agricole et se situait dans les villages de Higashishichikudaimon (東紫竹大門村) et d'Ōmiya (大宮村), plus tard intégrés dans la ville de Kyoto. En 1922, la rue est reliée à Senbon-dōri, mais la zone autour reste rurale. Après de nouveaux développement résidentiels au début de l'ère Shōwa (1926-1989), entraînant notamment la création de Kitaōji-dōri (北大路通), Imamiya-dōri est allongée à l'est au Kamo et à l'ouest à Takagamine,. Une première phase en 1929 permet la création de la section de Kamo-kaidō à l'actuelle Shinmachi-dōri et à l'ouest de Horikawa-dōri à Daitokuji-dōri. En 1935, la section entre Shinmachi et Horikawa était terminée aussi. Les rues Ueno, Uenonishi et Funaokahigashi sont créées après 1953.

## Patrimoine et lieux d'intérêt
Dû à la construction récente de la rue, on trouve peu de maisons anciennes, mais quelques maisons de ville traditionnelles peuvent être observées près du sanctuaire Imamiya,. La rue croise notamment la rue commerçante Shin-Ōmiya (新大宮商店街), sur Ōmiya-dōri.
Au carrefour avec Karasuma se trouve l'église évangélique luthérienne Kamogawa (日本福音ルーテル賀茂川教会), construite en 1954.
Sur le côté sud de Daitokuji-dōri à Senbon-dōri se trouve le complexe massif du Daitoku-ji (大徳寺), l'un des plus grands temples bouddhistes à Kyoto, avec plusieurs sous-temples. On trouve du côté nord entre Uenonishi-dōri et Imamiyamonzen-dōri le sanctuaire Imamiya (今宮神社). Le sanctuaire est notamment connu pour son festival Yasurai (ja) (やすらい祭) et pour être à l'origine de la friandise locale aburi-mochi (ja) (あぶり餅).
On trouve au Musée d'Art de Yokohama une étampe d'Ishiwata Koitsu (石渡 江逸, 1897-1987) représentant la rue vers 1932.

Quelques lieux d'intérêts
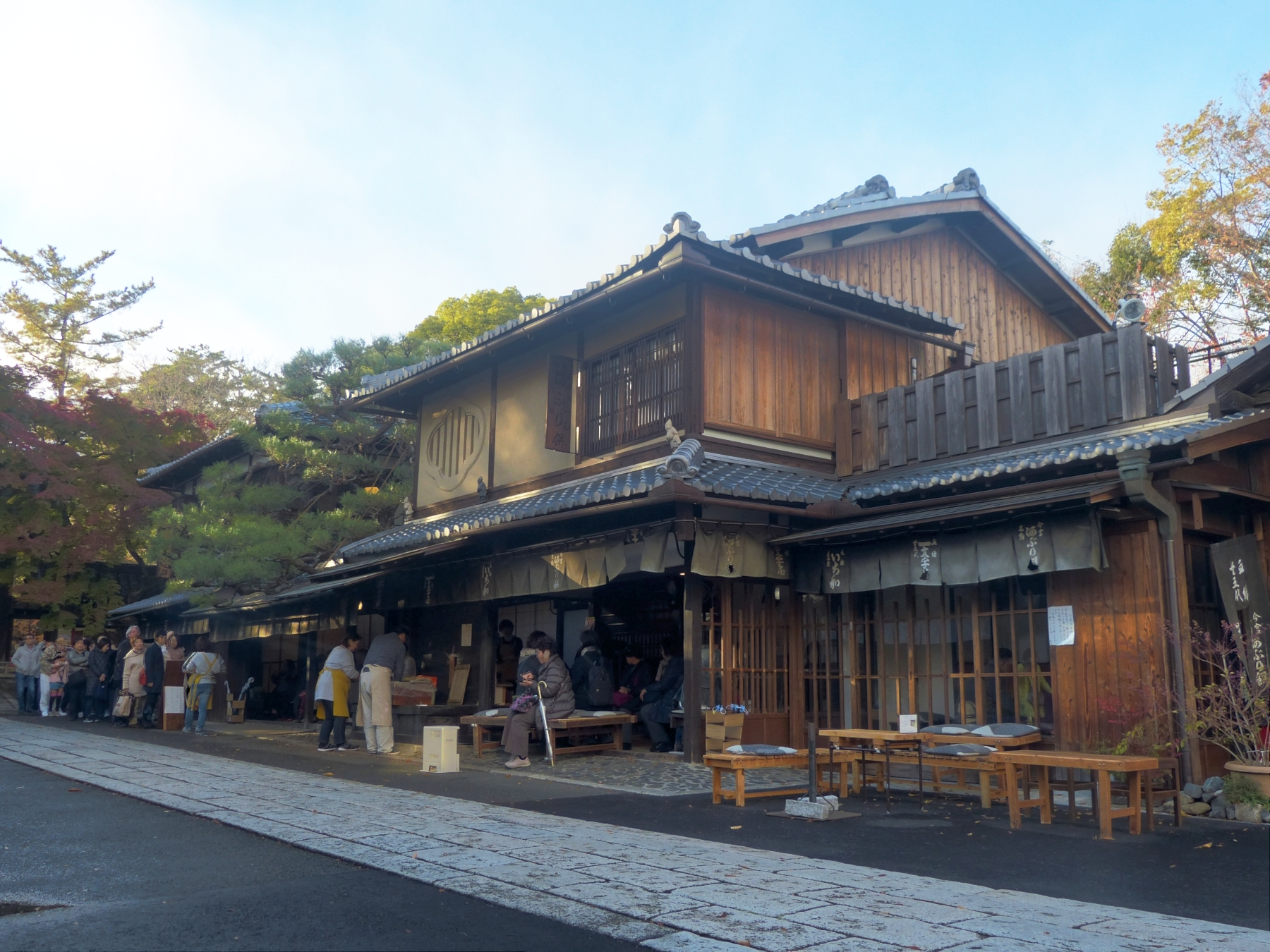
Ichimonjiya Wasuke (en), confiserie servant l'aburi-mochi dans l'enceinte intérieure de l'Imamiya-jinja
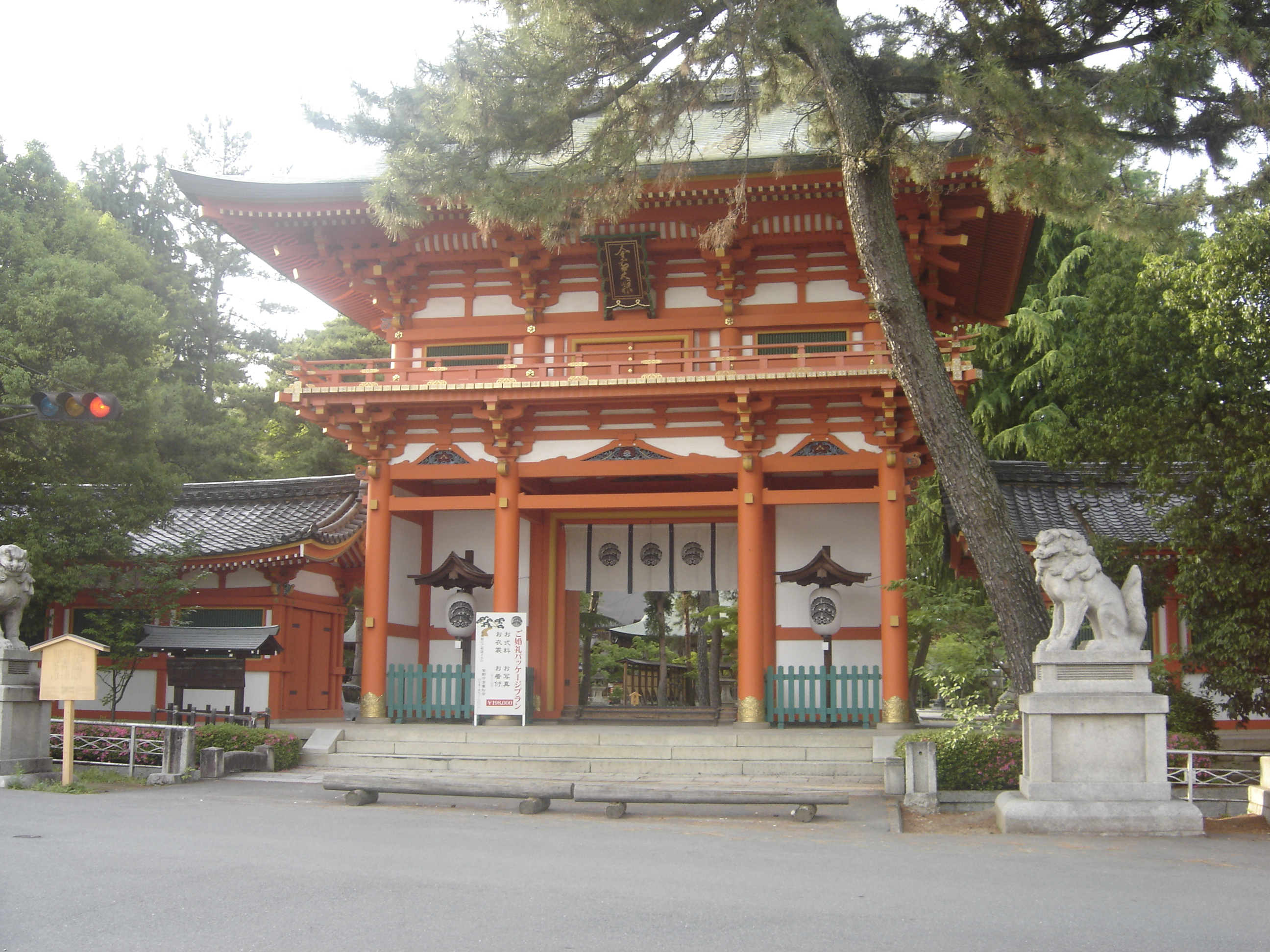
Porte principale de l'Imamiya-jinja
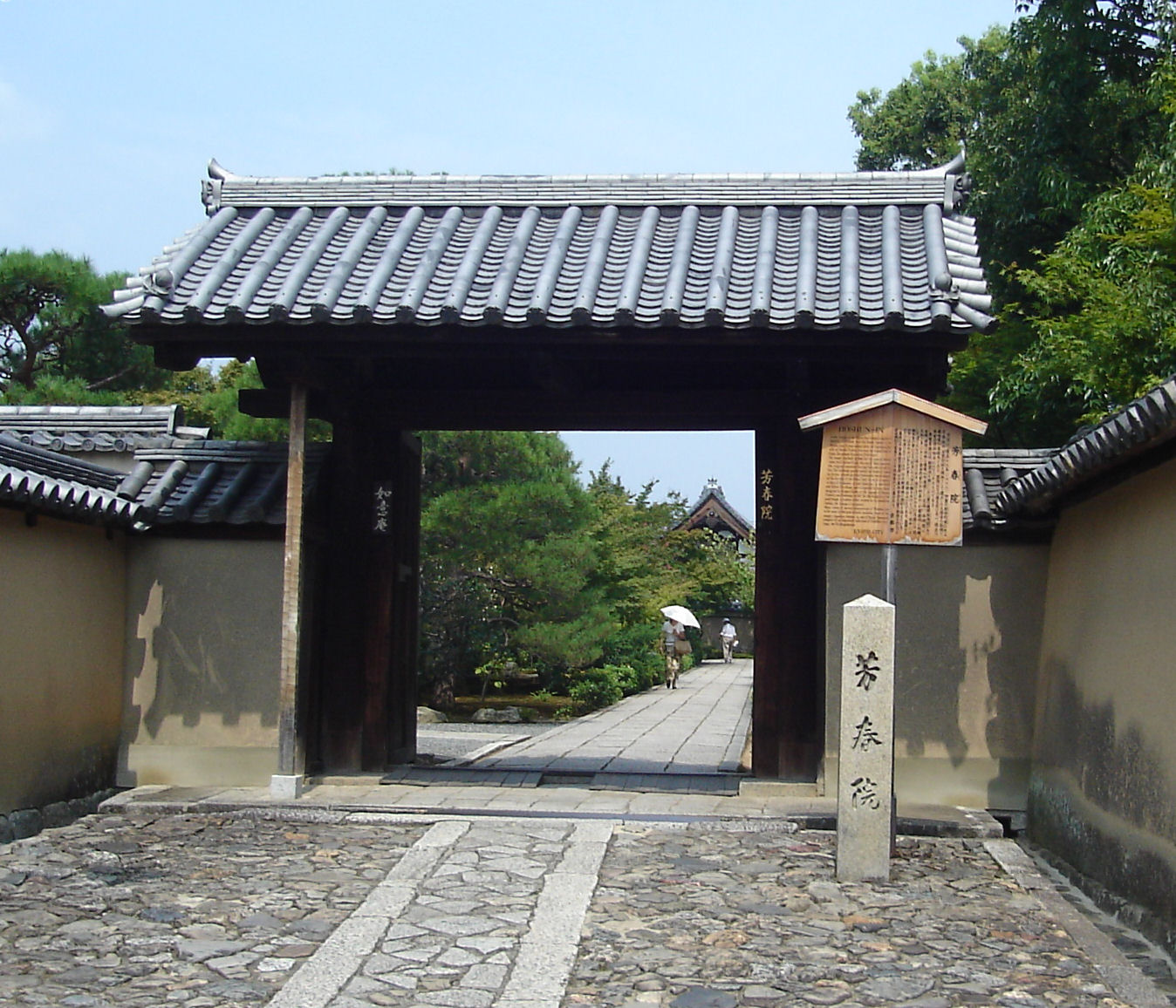
Le Hōshun-in (ja) (芳春院), sous-temple du Daitoku-ji faisant face à la rue.

## Groupe d'Imamiya-dōri
Le groupe d'Imamiya-dōri fait référence à quatre rues orientées est-ouest au nord de Kitaōji-dōri, commençant au sud par Imamiyaminami-dōri (今宮南通, Imamiyaminami-dōri), suivi par Imamiya-dōri (今宮通, Imamiya-dōri), puis par Imamiyakitanaka-dōri (今宮北中通, Imamiyakitanaka-dōri) et terminant par Imamiyakita-dōri (今宮北通, Imamiyakita-dōri), au nord. Il est bordé au sud par le groupe de Koyanagi-dōri (小柳通) et au nord par le groupe de Shichiku-dōri (紫竹通).

### Imamiyakita-dōri
Imamiyakita-dōri (今宮北通, Imamiyakita-dōri) est une rue commençant à l'est au Kamo-kaidō et terminant à Funaokahigashi-dōri, en passant par Higashikamifusa-dōri, Kamifusa-dōri (côté gauche seulement), Muromachi-dōri, Koromonotana-dōri, Shinmachi-dōri, Aburanokōji-dōri, Horikawa-dōri, Inokuma-dōri, Ōmiya-dōri, Daitokuji-dōri, Ushiwaka-dōri et Ueno-dōri,,. Certaines sources indiquent la fin de la rue à Daitokuji-dōri. Elle est décalée au nord après Horikawa-dōri et interrompue brièvement entre Daitokuji-dōri et Ushiwaka-dōri. La circulation se fait en sens unique de l'ouest vers l'est.
On y trouve le petit sanctuaire shinto Sō-jinja (総神社), qui interrompt la rue à Daitokuji-dōri.

### Imamiyakitanaka-dōri
Imamiyakitanaka-dōri (今宮北中通, Imamiyakitanaka-dōri) est une très courte et étroite rue commençant à l'est à Shinmachi-dōri et terminant à Ōmiya-dōri, en passant par Aburanokōji-dōri, Horikawa-dōri et Inokuma-dōri,,. Aucun sens de la circulation n'est indiqué.

### Imamiyaminami-dōri
Imamiyaminami-dōri (今宮南通, Imamiyaminami-dōri) est une courte rue commençant à l'est à Kamifusa-dōri et terminant à Ōmiya-dōri, en passant par Muromachi-dōri, Koromonotana-dōri, Shinmachi-dōri, Aburanokōji-dōri, Horikawa-dōri et Inokuma-dōri,,. Certaines sources indiquent le début comme étant Muromachi-dōri,,,,. Elle est à sens unique de l'ouest vers l'est.
La rue est principalement résidentielle. Au carrefour avec Horikawa se trouve le centre communautaire Hōtoku Kaikan (
鳳徳会館), tandis qu'à l'est de Shinmachi se trouve le petit temple bouddhiste Junshō-ji (順照寺),.